# In the Middle
In the Middle ist ein Lied der moldauischen Sängerin Natalia Barbu. Mit dem Titel vertrat sie Moldau beim Eurovision Song Contest 2024.

## Hintergrund
Das Lied wurde von Barbu zusammen mit Khris Richards geschrieben. Es repräsentierte Moldau beim Eurovision Song Contest 2024, nachdem es den nationalen Wettbewerb Etapa Națională 2024 gewonnen hatte. Mit 22 Punkten, zwölf von der Jury und zehn von Publikum, entschied Barbu das Votum knapp für sich.

## Produktion
Bei In the Middle handelt es sich um einen rhythmischen Popsong mit einigen modernen, aber auch klassischen Elementen. Barbus Stimme steht im Mittelpunkt, aber auch die Inszenierung mit mehreren Hintergrundsängerinnen in schwarzen Kleidern unterstreicht die stilistischen Elemente des Songs. Im Text geht es um Liebe, Mut und Selbstvertrauen.

## Beim Eurovision Song Contest
Beim Eurovision Song Contest 2024 in der Malmö Arena in Malmö, Schweden, wurde der Song zunächst im ersten Halbfinale am 7. Mai aufgeführt. Bei der Auslosung am 30. Januar 2024 wurde ihm die zweite Hälfte zugelost. Am 26. März 2024 wurde ihm dort der elfte Startplatz zugeteilt. Allerdings konnte er sich nicht für das Finale qualifizieren und erreichte mit 20 Punkten nur den 13. Platz.